# نادي راستا فشتا لكرة السلة
نادي راستا فشتا لكرة السلة (بالألمانية: SC Rasta Vechta) هو فريق كرة سلة ألماني للمحترفين تأسس في سنة 1979 يقع مقره في فشتا. ينافس في الدوري الألماني لكرة السلة.

## الإنجازات
- الدوري الألماني لكرة السلة الدرجة الثانية

الفوز (1): 2012–13
الوصافة (1): 2015–16

## وصلات خارجية
- الموقع الرسمي